# رافائيل أوروزكو مايستر
رافائيل خوسيه أوروزكو مايستر كان مغنى من كولومبيا.

## حياته
رافائيل خوسيه أوروزكو مايستر ولد في 24 مارس 1954 في بيسريل ، إدارة سيزار وتوفي في 11 يونيو 1992 في بارانكويلا. كان أحد الممثلين الرئيسيين لتلك الموسيقى الشعبية الكولومبية والمغني الرئيسي والمالك ، جنبًا إلى جنب مع زميله عازف الأكورديون إسرائيل روميرو ، لمجموعة فاليناتو Binomio de Oro de América ، التي تحظى بشعبية كبيرة في كولومبيا والمكسيك وفنزويلا. اغتال مسلحون أوروزكو أمام منزله في حفل عيد ميلاد ابنته الخامس عشر.

## حياته الفنيه
عمل رافائيل أوروزكو مايستر مع العديد من لاعبي الأكورديون مثل إميليو أوفييدو ، جوليتو دي لا أوسا ، لوسيانو بوفيدا مع إسرائيل روميرو. أسس رافائيل أوروزكو و إسرائيل روميرو مجموعة تسمى (Binomio de Oro) ، وهي مجموعة مشهورة في كولومبيا وفينازويلا والمكسيك.

## ألبومات
مع إميليو أوفييدو
- 1975：Adelante
- 1975：Con emoción

مع الذهب ذو الحدين
- 1977 - Binomio de oro
- 1977 - Por lo alto
- 1978 - Enamorado como siempre
- 1978 - Los Elegidos
- 1979 - Súper vallenato
- 1980 - Clase aparte
- 1980 - De caché
- 1981 - 5Años de Oro
- 1982 - Festival vallenato
- 1982 - Fuera de serie
- 1983 - Mucha calidad
- 1984 - Somos vallenato
- 1985 - Superior
- 1986 - Binomio de oro
- 1987 - En concierto
- 1988 - Internacional
- 1989 - De Exportación
- 1990 - De fiesta con binomio de oro
- 1991 - De américa
- 1991 - Por siempre

تم تخصيص إحدى أفضل أغانيه خصيصًا لزوجته كلارا إلينا كابيلو (Solo para ti ، Rafael Orozco)

## مسلسلات
في عام 2012 ، لعبت أكبر محطة تلفزيونية في كولومبيا ، تلفزيون كاراكول، دور أليخاندرو بالاسيو ، الذي بدأ البث عن حياته (RAFAEL OROZCO, EL ÍDOLO).

## وصلات خارجية
https://www.elvallenato.com/artista_biografia/69/Rafael%20Orozco.htm